# José C. Paz (partido)
Pour les articles homonymes, voir José C. Paz.
José C. Paz est un partido de la province de Buenos Aires fondée en 1913 dont la capitale est José C. Paz. Ce partido fait partie du groupe des 24 partidos de la province de Buenos Aires constituant, avec la capitale fédérale, le Grand Buenos Aires.

## Toponymie
En juillet 1912, José C. Paz, diplomate et journaliste, fondateur du journal La Prensa, décède à Monte-Carlo. Altube, son grand ami, lui a rendu hommage et son intention a été soutenue par les habitants. C'est ainsi qu'a été formée la « Commission d'hommage au journaliste », présidée par le général José Garmendia. Ils ont négocié avec les autorités nationales et municipales pour donner le nom de « José C. Paz » à la ville, à la gare du chemin de fer du Pacifique qui se trouvait dans la zone urbaine et à une rue de la ville. Le 5 mai 1913, les décrets provinciaux sont adoptés. 

## Histoire
En 1869, Juan Buzzini et ses fils fondent un établissement d'élevage et d'agriculture. En 1870, sur les terres de l'ancien partido de General Sarmiento, une nouvelle localité située au nord-ouest sur les rives du ruisseau Pinazo a commencé à émerger. 1891, Juan Buzzini vend ses terres à José Vicente Altube, originaire d'Oñate, Guipúzcoa. En juillet 1912, un grand ami de José Vicente Altube, José Clemente Paz, meurt à Monte-Carlo (Monaco). Il fut le fondateur du journal La Prensa. 
Le 5 mai 1913, le ministre des Travaux publics, à la demande de José Vicente Altube, donne le nom de José C. Paz à la gare. Le 13 juillet, avec une importante présence populaire, la cérémonie officielle a lieu. Des années plus tard, au milieu des célébrations organisées sur la place José Altube (aujourd'hui nommée d'après Manuel Belgrano), José Vicente Altube, dans un acte de grandeur, enlève la plaque qui portait son propre nom et en place une avec le nom de José C. Paz.
En 1994, par la loi provinciale no 11551, le partido de José C. Paz]a été créé avec une extension territoriale de 53 km2.
En 2021, José C. Paz elle est déclarée « Ville apprenante » par l'UNESCO.

## Démographie
Selon le recensement de l'Indec, José C. Paz comptait 265 981 habitants en 2010, ce qui représentait 1,7 % de la population de la province de Buenos Aires, avec une densité de population de 4 604,2 habitants/km2. Le taux d'analphabétisme atteint 2,3 % des habitants. Seuls 9,3 % avaient une éducation tertiaire ou universitaire, 48,5 % une éducation secondaire et 93,5 % une éducation primaire. Le nombre moyen d'enfants par femme était de 2,3.
Sur les 265 981 habitants, 13 513 (5,08 %) sont nés à l'étranger. Parmi eux, 11 558 provenaient de pays voisins (principalement du Paraguay et de la Bolivie), 1 219 d'Europe, 623 du reste des Amériques, 105 d'Asie et 8 d'Afrique.
En 2019, la population de la province de Buenos Aires était projetée par l'Indec à 17 370 144 personnes, soit 38,7 % de la population nationale totale. Les 24 partido du Grand Buenos Aires abritent 11 142 882 personnes, ce qui représente 64,1 % de la population totale prévue de la province. À José C. Paz, la population projetée était de 303 896 habitants, soit 2,7 % du total projeté pour les 24 partido du Grand Buenos Aires. 